# میخیلو سوکولوفسکی
میخیلو سوکولوفسکی (اوکراینی: Михайло Іванович Соколовский؛ زادهٔ ۱۵ نوامبر ۱۹۵۱) بازیکن فوتبال اهل اتحاد جماهیر شوروی سوسیالیستی است.
از باشگاه‌هایی که در آن بازی کرده‌است می‌توان به باشگاه فوتبال شاختار دونتسک، باشگاه فوتبال آرسنال کی‌یف، باشگاه فوتبال متالورگ زاپروژیا، و باشگاه فوتبال متالورگ دونتسک اشاره کرد.